# Usť-Džeguta
Usť-Džeguta (rusky Усть-Джегута, kabardsko-čerkesky Усть-Жэгуэтэ) je město v Karačajsko-čerkeské republice v Ruské federaci. Při sčítání lidu v roce 2010 měla přes třicet tisíc obyvatel.

## Poloha a doprava
Usť-Džeguta leží na severním okraji Velkého Kavkazu na pravém břehu Kubáně, do které se zde vlévá říčka Džeguta a na které je nad městem (tedy jižně od něj) malá přehrada sloužící k napájení odsud vedoucího Velkého stavropolského kanálu.
Od Čerkesku, hlavního města republiky, je Usť-Džeguta vzdálena přibližně patnáct kilometrů jižně a mezi městy je přímé silniční i železniční spojení.

## Dějiny
Kozáci, kteří se sem přesunuli z dolního toku Kubáně, zde založili svou stanici Usť-Džegutinskaja v roce 1861. Na město byla povýšena v roce 1975.
Název je jazykově ovlivněn ruštinou i kabardo-čerkeštinou: usť je ruského původu a znamená ústí, džeguta je z kabardo-čerkeštiny a znamená zhruba lipový potok.

### Rodáci
- Dima Bilan (* 1981), popový zpěvák